# Benczur József (tanár)
Benczur József (Benzur József, Benczúr József) (Vanyarc, 1806. november 19. – Mogyoróska, 1886. szeptember 17.) evangélikus tanár.

## Élete
Apja alesperes volt; tanult Losoncon, Selmecen, Pozsonyban és 1828-ban a nyári félévben a Jénai Egyetemre iratkozott be; hazájába visszaérkezvén, az eperjesi kollegiumban 1832. február 1-jétől 1838-ig tanított; ekkor hivataláról lemondott, s ugyanazon városban könyvkereskedést nyitott.

## Munkái
- Tabellae, sedecium paradigmatum ad grammaticam linguae hungaricae. In usus scholarum elementarium. nunc altera vice editae… 1840.
- Sárga könyv. Ajándékúl jó gyermekeknek, szinezett képekkel. Kassa, 1831. (2. jav. és bőv. kiadás. Eperjes, 1841.)

Verse jelent meg a Szépliteratúrai Ajándékban (1826.), A magyar tudós társaság könyvterjesztési oldala című cikke a Pesti Hirlapban (1841.), Az eperjesi collegiumról irt a Pesti Divatlapba (1845.)